# The Seeds of Death
The Seeds of Death é o quinto serial da sexta temporada clássica da série de ficção científica britânica Doctor Who, que foi transmitido originalmente na BBC1 em seis partes semanais entre 25 de janeiro e 1º de março de 1969. Foi escrito por Brian Hayles e Terrance Dicks e dirigido por Michael Ferguson. O serial marcou o retorno dos Guerreiros de Gelo, anteriormente apresentado por Hayles em The Ice Warriors em 1967.
O serial é ambientado em Londres e na Lua no século XXI. Na história, o alienígena viajante do tempo, o Segundo Doutor (Patrick Troughton), e seus acompanhantes de viagem Jamie McCrimmon (Frazer Hines) e Zoe Heriot (Wendy Padbury), junto com os técnicos Gia Kelly (Louise Pajo) e Phipps (Christopher Coll), tentam impedir a conspiração dos Guerreiros de Gelo para tornar a atmosfera da Terra inóspita aos seres humanos, mas viável para a sua própria invasão.

## Enredo
No final do século XXI, uma tecnologia de teletransporte chamada "T-Mat" substituiu todas as formas tradicionais de transporte, permitindo que pessoas e objetos viajem instantaneamente para qualquer lugar da Terra, resultando no fim da exploração espacial tripulada devido à facilidade de vida no planeta. No entanto, algo está errado na estação de retransmissão do T-Mat na Lua e quando sistema falha, os responsáveis por ele, o comandante Radnor e sua assistente Gia Kelly, recorrem ao professor Eldred para ajudar. O Doutor, Jamie e Zoe, que estavam em museu de foguetes comandado por Eldred, se voluntariam para tripular um foguete até a estação.
Ao chegarem na Lua, eles descobrem que a estação foi invadida por Guerreiros de Gelo, uma raça marciana militante. O Doutor acidentalmente se revela as criaturas e seu líder, o Comandante Slaar. O Doutor também acaba descobrindo seu plano mortal: enviar sementes que se multiplicam e absorvem todo o oxigênio da atmosfera circundante em várias partes da Terra usando o T-Mat, tornando-a mais confortável para os Guerreiros de Gelo, mas inabitável para os seres humanos. Quando o T-Mat é reparado, uma semente é enviada ao Controle da Terra e explode, matando um técnico e alertando Radnor e Eldred do perigo. A semente logo cria espuma, que multiplica seus efeitos e ameaça cada vez mais pessoas. Os Guerreiros de Gelo também usam o T-Mat para enviar uma pequena força avançada para capturar os sistemas de controle climático da Terra em Londres e garantir boas condições para o crescimento do fungo.
Na Lua, os técnicos Kelly e Phipps trabalham com Zoe e Jamie para programar ataques contra os Guerreiros do Gelo, mas durante a investida para libertar o Doutor, Phipps é morto. De volta ao controle do T-Mat na Terra, o Doutor descobre que as sementes podem ser derrotadas usando água. Ele então vai até o sistema de controle climático e reganha o controle dos Guerreiros de Gelo, fazendo chover para destruir o fungo.
Slaar é enganado e revela em uma ligação com a Terra que a principal força de invasão está seguindo um sinal de retorno à Lua. O Doutor retorna à base lunar para definir um novo sinal para a frota dos Guerreiros de Gelo. O Doutor confronta Slaar enquanto substitui um sinal alternativo. Isso afasta a frota, que parte para o Sol. Slaar então tenta matar o Doutor, mas quando Jamie chega pelo T-Mat, caos é instalado e Slaar é morto por um dos raios do último de seus guerreiros. Jamie então o mata e a invasão acaba.

## Produção
| Episódio | Título            | Duração | Exibição original       | Audiência no Reino Unido (milhões) | Arquivo  |
| -------- | ----------------- | ------- | ----------------------- | ---------------------------------- | -------- |
| 1        | "Episódio Um"     | 23:11   | 25 de janeiro de 1969   | 6,6                                | 16mm t/r |
| 2        | "Episódio Dois"   | 24:26   | 1 de fevereiro de 1969  | 6,8                                | 16mm t/r |
| 3        | "Episódio Três"   | 24:10   | 8 de fevereiro de 1969  | 7,5                                | 16mm t/r |
| 4        | "Episódio Quatro" | 24:57   | 15 de fevereiro de 1969 | 7,1                                | 16mm t/r |
| 5        | "Episódio Cinco"  | 24:56   | 22 de fevereiro de 1969 | 7,6                                | 16mm t/r |
| 6        | "Episódio Seis"   | 24:31   | 1 de março de 1969      | 7,7                                | 16mm t/r |

Embora Brian Hayles seja creditado como autor único da história, o editor de roteiro Terrance Dicks reescreveu os episódios 3 a 6 do script. Isso ocorreu em parte porque ele considerou o final original de Hayles sem brilho e impraticável, mas também porque originalmente Jamie McCrimmon deveria ter sido substituído por uma nova acompanhante chamada Nik nessa história; no entanto, o ator Frazer Hines adiou sua partida. Dicks foi co-creditado no lançamento em VHS por suas funções de roteirista no serial.
Patrick Troughton não aparece no episódio 4, pois estava de folga quando estava sendo gravado. Um dublê o substitui em algumas cenas em que o Doutor é visto inconsciente no chão.

### Elenco
Esta história é a primeira a apresentar Alan Bennion no papel de um Lorde de Gelo, este chamado Slaar. Bennion retornaria como o Lorde de Gelo Izlyr em The Curse of Peladon (1972) e Azaxyr em The Monster of Peladon (1974). Sonny Caldinez, que interpretou o segundo em comando de Slaar, é o único ator a aparecer como um Guerreiro de Gelo nas quatro histórias televisivas de Doctor Who da série clássica a apresentar os vilões. Caldinez também apareceu como Kemel em The Evil of the Daleks (1967). Ronald Leigh-Hunt interpretou o comandante Radnor nesta história. Leigh-Hunt interpretaria o comandante Stevenson em Revenge of the Cybermen (1975). Harry Towb mais tarde interpretou McDermott em Terror of the Autons (1971). Christopher Coll mais tarde interpretaria Stubbs em The Mutants (1972). Steve Peters, que interpretou um Guerreiro de Gelo, foi indicado simplesmente como "Alien" na lista do elenco divulgada pela Radio Times para o episódio um, para não estragar a surpresa da aparição dos Guerreiro de Gelo.

## Lançamentos comerciais

### Na impressão
Um romance deste serial, escrito por Terrance Dicks, foi publicado pela Target Books em julho de 1986.

### Home media
The Seeds of Death foi lançado em VHS e Betamax em 1985. Em fevereiro de 2003, uma versão remasterizada em VidFIRE, não editada, foi lançada no DVD Região 1 e Região 2.